# Дульче-и-Гарай, Доминго
Доминго Дульче-и-Гарай, маркиз де Кастельфлорите (исп. Domingo Dulce y Garay, marques de Castelflorite; 7 мая 1808, Сотес, Ла-Риоха — 23 ноября 1869, Амели-ле-Бен, Франция) — испанский политический деятель, генерал.

## Биография
Руководил подавлением поднятого 7 октября 1841 года сторонниками бывшей регентши Марии Кристины против генерала Эспартеро антиправительственного военного мятежа.
28 июня 1854 года поднял вместе с О´Доннеллом военное восстание, положившее начало революции 1854 года. Вошёл в созданную О´Доннелем партию Либеральный союз, выражавшую настроения слоёв общества, заинтересованных в индустриальном развитии Испании.Участвовал в подавлении восстания, поднятого национальной гвардией и рабочими против контрреволюционного военного переворота, совершённого O´Доннелем в июле 1856 года.
В 1862—1868 годах был генерал-губернатором Кубы. Был одним из организаторов военного восстания в Кадисе в сентябре 1868 года, открывшего собой период революции 1868—1874 годов. Назначенный вновь генерал-губернатором Кубы, тщетно пытался подавить освободительное восстание кубинского народа, вскоре вынудившее его вернуться в Испанию.